# Орден Эстонского Красного Креста
Орден Эстонского Красного Креста (эст. Eesti Punase Risti teenetemärk) — государственная награда Эстонской Республики за общественно полезные и гуманитарные заслуги в интересах народа Эстонии и за спасение жизни.
Учреждён 6 августа 1920 года в качества памятного знака Эстонского Общества Красного Креста. Статус государственной награды получил 7 октября 1936 года.

## История

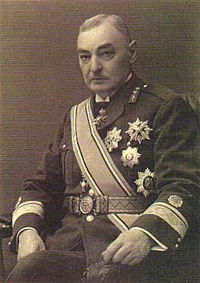
Генерал-майор Ханс Леэсмент с лентой ордена 1-й степени

6 августа 1920 года правительство Эстонской Республики учредило памятный знак Эстонского Красного Креста, для награждения лиц, имевших особые заслуги перед Эстонским Обществом Красного Креста (ЭОКК). Знак находился в ведении Правления ЭОКК, имел одну степень и представлял собой серебряную медаль на ленте, натянутой на пятиугольную колодку. Первые награждения новым знаком отличия состоялись в третью годовщину провозглашения независимости Эстонии — 23 февраля 1921 года. Удостоверение № 1 было выписано на имя Государственного старейшины Константина Пятса.
23 марта 1925 года правительство Эстонии приняло решение об изменении положения о памятном знаке Эстонского Красного Креста, с увеличением количества степеней знака до трёх: 1-я степень — звезда, 2-я степень — крест, 3-я степень — медаль. Разработка нового положения о знаке затянулась до 1926 года.
В 1926 году Правление ЭОКК направило в правительство предложение придать памятному знаку статус общегражданского ордена. Предложение было принято и новый статут памятного знака, придававший ему статус общегражданского ордена, был утверждён в том же году. Знак был разделён на 5 степеней: 
I степень 1-я подстепень (I/1) — крест на широкой ленте через правое плечо и звезда на левой стороне груди;
I степень 2-я подстепень (I/2) — звезда на левой стороне груди;
II степень 1-я подстепень (II/1) — крест на ленте на шее;
II степень 2-я подстепень (II/2) — крест на ленте на левой стороне груди;
III степень — медаль на ленте на левой стороне груди.
Прежний памятный знак 1921 года был приравнен к III степени реформированной награды.
Первые награждения по новому статуту были произведены 25 ноября 1926 года. Прежде всего были награждены более высокими степенями обладатели прежнего памятного знака. Удостоверение № 1 вновь было выписано на имя Константина Пятса, удостоенного сразу высшей степени. С этого времени памятный знак Эстонского Красного Креста стал фактически выполнять функции государственной награды за общественно полезные, культурные и гуманитарные заслуги. Всего в 1926—1936 годах было вручено 1733 знака всех степеней: 1066 — эстонским гражданам, 665 — иностранцам, а также 2 — учреждениям (Американский Красный Крест и Тартуский университет).
7 октября 1936 года Законом о государственных наградах Эстонской Республики памятный знак Эстонского Красного Креста был официально включён в число государственных наград и стал именоваться орденом, заняв в иерархии эстонских орденов младшее место, после ордена Орлиного креста. Орден теперь состоял из 5 степеней креста и 3 степеней медали (золотая, серебряная и бронзовая). Старые степени памятного знака были приравнены к новым, также была учреждена 1 новая степень креста и 2 степени медали:
| 1921 год | 1926 год | 1936 год |
| -------- | -------- | -------- |
| —        | I/1      | I        |
| —        | I/2      | II       |
| —        | II/1     | III      |
| —        | —        | IV       |
| —        | II/2     | V        |
| —        | —        | 1м       |
| ПЗ       | III      | 2м       |
| —        | —        | 3м       |

ПЗ — памятный знак; 1м — медаль 1-й степени; 2м — медаль 2-й степени; 3м — медаль 3-й степени
Вхождение Эстонии в состав СССР в 1940 году прекратило существование эстонских орденов. После восстановления в 1991 году независимости Эстонии, орден Эстонского Красного Креста был возрождён Законом о наградах от 5 мая 1994 года в прежнем статусе награды за заслуги перед народом Эстонии в области здравоохранения, в социальной и гуманитарной сфере и за спасение жизни.
После восстановления орден состоит из 6 степеней: 5 степеней креста и 1 степень медали. Изначально медаль была установлена бронзовая, но уже 6 мая 1995 года была изменена на серебряную.
В 1995 году художник Эне Вальтер предложил при награждении лиц, принимавших участие в операции по спасению пассажиров затонувшего парома «Эстония», добавить на ленту медали ордена круглый серебряный венок из терновых ветвей и лавровых листьев и в дальнейшем обозначать этим венком медаль ордена, вручаемую за спасение жизни. Однако предложение не было поддержано и в положение о награде не вошло.
Первые награждения возрождённым орденом состоялись в 1997 году.
Награждение орденом происходит 1 раз в год. Указы о награждении подписываются президентом Эстонии в начале февраля, вручение знаков традиционно происходит накануне Дня независимости Эстонии. В исключительных случаях награждение может быть произведено в другое время. Также возможно награждение посмертно.
Три кавалера ордена Эстонского Красного Креста были в последующем лишены награды решением президента Эстонии.

## Статистика награждений
| Степени:           | I/1 | I/2 | II/1 | II/2 | III | Всего |
| ------------------ | --- | --- | ---- | ---- | --- | ----- |
| Гражданам Эстонии: | 17  | 63  | 202  | 507  | 277 | 1066  |
| Иностранцам:       | 28  | 55  | 177  | 175  | 230 | 665   |
| Организациям:      | 2   | —   | —    | —    | —   | 2     |
| Всего:             | 47  | 118 | 379  | 682  | 507 | 1733  |

| Степени:           | I  | II | III | IV  | V   | 1м  | 2м  | 3м | Всего |
| ------------------ | -- | -- | --- | --- | --- | --- | --- | -- | ----- |
| Гражданам Эстонии: | 2  | 12 | 143 | 249 | 676 | 135 | 112 | 46 | 1375  |
| Иностранцам:       | 11 | 6  | 33  | 22  | 16  | 4   | —   | —  | 92    |
| Всего:             | 13 | 18 | 176 | 271 | 692 | 139 | 112 | 46 | 1467  |

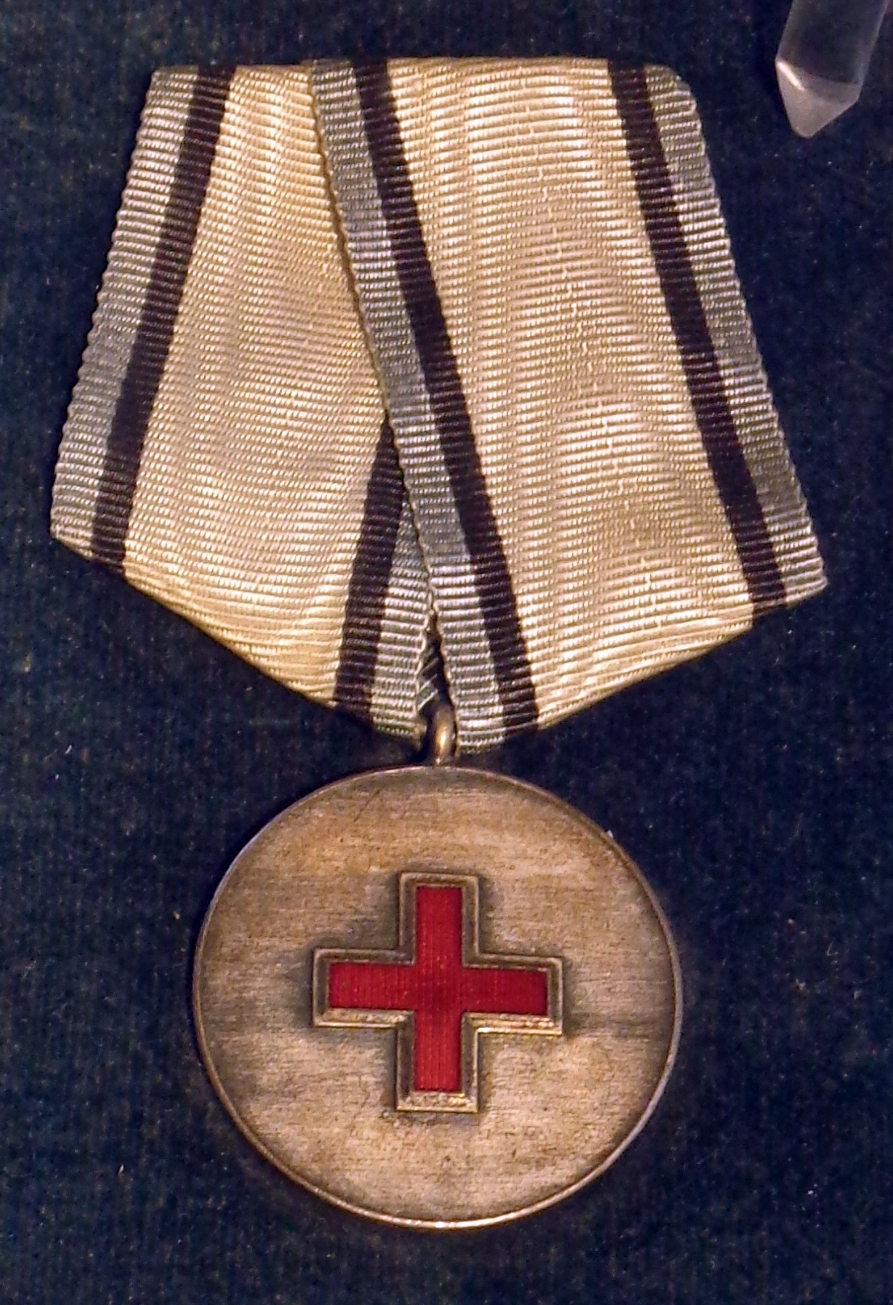
Медаль ордена обр. 1926 г. на ленте знака 1920 г.

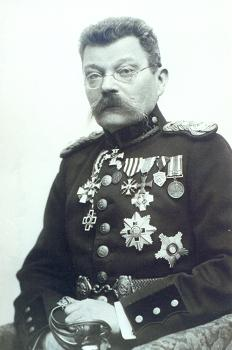
Генерал-майор Эрнст Пыддер со знаками ордена 2-й степени

1м — медаль 1-й степени; 2м — медаль 2-й степени; 3м — медаль 3-й степени.
| Степени: | I  | II | III | IV  | V   | м  | Всего | иностр. |
| -------- | -- | -- | --- | --- | --- | -- | ----- | ------- |
| 1997 год | 2  | 4  | 2   | 1   | 2   | 4  | 15    | —       |
| 1998 год | 2  | 8  | 4   | 2   | 1   | —  | 17    | 2       |
| 1999 год | 1  | 7  | 2   | 10  | 6   | 8  | 34    | 5       |
| 2000 год | 2  | 3  | 12  | 8   | 4   | 1  | 30    | 7       |
| 2001 год | 4  | 7  | 24  | 44  | 14  | 17 | 110   | 5       |
| 2002 год | 1  | 2  | 7   | 24  | 26  | 5  | 65    | 5       |
| 2003 год | —  | 2  | 7   | 11  | 14  | 1  | 35    | 6       |
| 2004 год | 2  | 4  | 9   | 33  | 34  | 18 | 100   | 8       |
| 2005 год | 5  | 6  | 11  | 38  | 18  | 9  | 87    | 10      |
| 2006 год | —  | 5  | 5   | 29  | 5   | —  | 44    | 10      |
| 2007 год | —  | —  | 9   | 19  | 24  | 2  | 54    | 7       |
| 2008 год | —  | 2  | 6   | 9   | 7   | —  | 24    | 4       |
| 2009 год | —  | 1  | 2   | 4   | 7   | —  | 14    | 1       |
| 2010 год | —  | 2  | 2   | 5   | 3   | —  | 12    | 2       |
| 2011 год | —  | —  | 5   | 2   | 3   | —  | 10    | 3       |
| 2012 год | —  | 1  | 2   | 3   | 4   | —  | 10    | —       |
| 2013 год | 1  | 2  | 1   | 2   | 4   | —  | 10    | 2       |
| 2014 год | 1  | 1  | 3   | 3   | 3   | —  | 11    | 1       |
| 2015 год | —  | 1  | 2   | 4   | 2   | —  | 9     | —       |
| 2016 год | —  | 2  | 3   | 3   | 3   | —  | 11    | —       |
| 2017 год | —  | 4  | 4   | 5   | 5   | —  | 18    | 2       |
| 2018 год | —  | 3  | 7   | 5   | 5   | —  | 20    | 2       |
| 2019 год | —  | 2  | 4   | 8   | 5   | —  | 19    | —       |
| 2020 год | —  | 2  | 5   | 6   | 5   | —  | 18    | —       |
| 2021 год | 1  | 1  | 7   | 9   | 10  | 1  | 29    | 2       |
| 2022 год | —  | —  | 3   | 13  | 13  | —  | 29    | 1       |
| Всего:   | 22 | 72 | 148 | 300 | 227 | 66 | 835   | 85      |

## Степени ордена

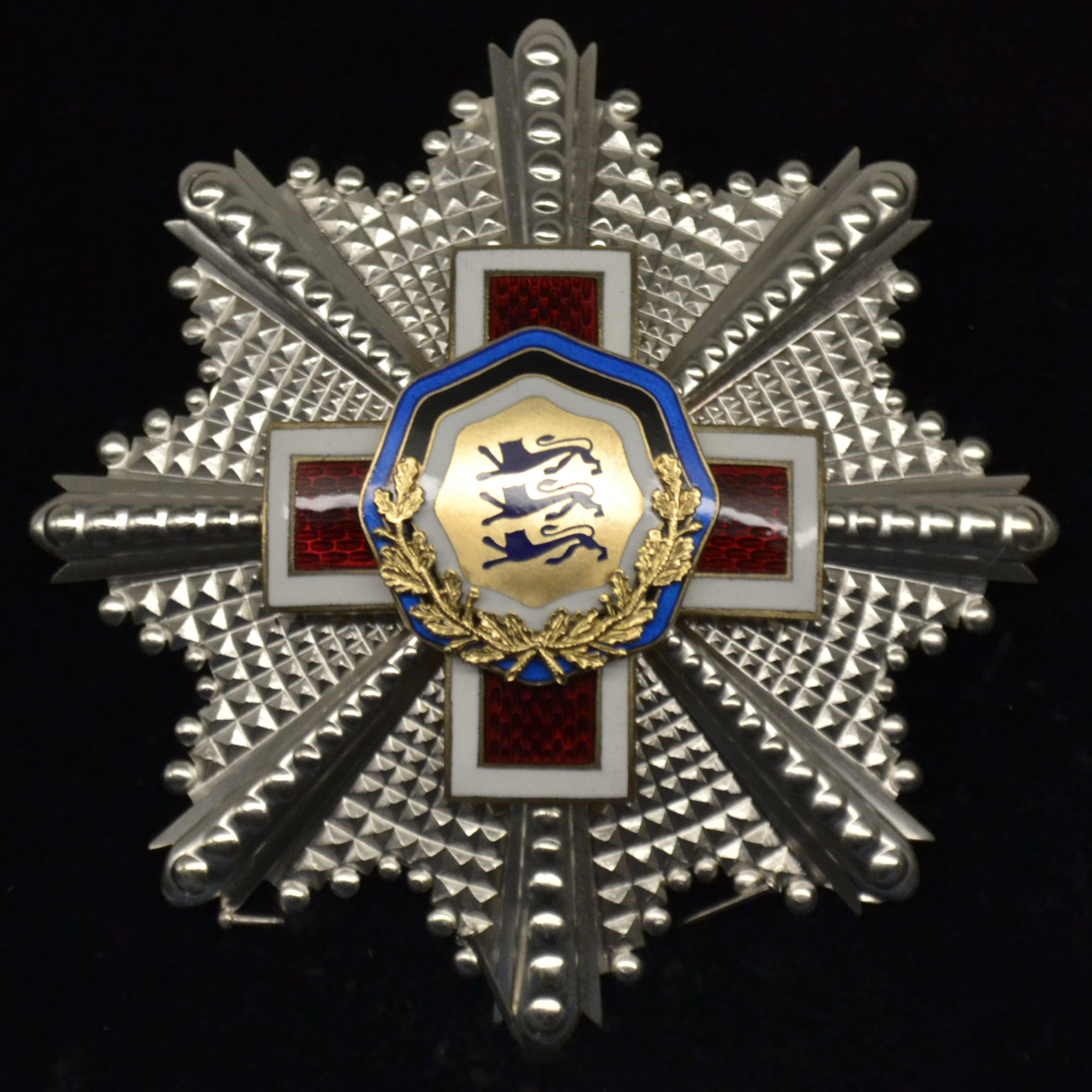
Звезда ордена

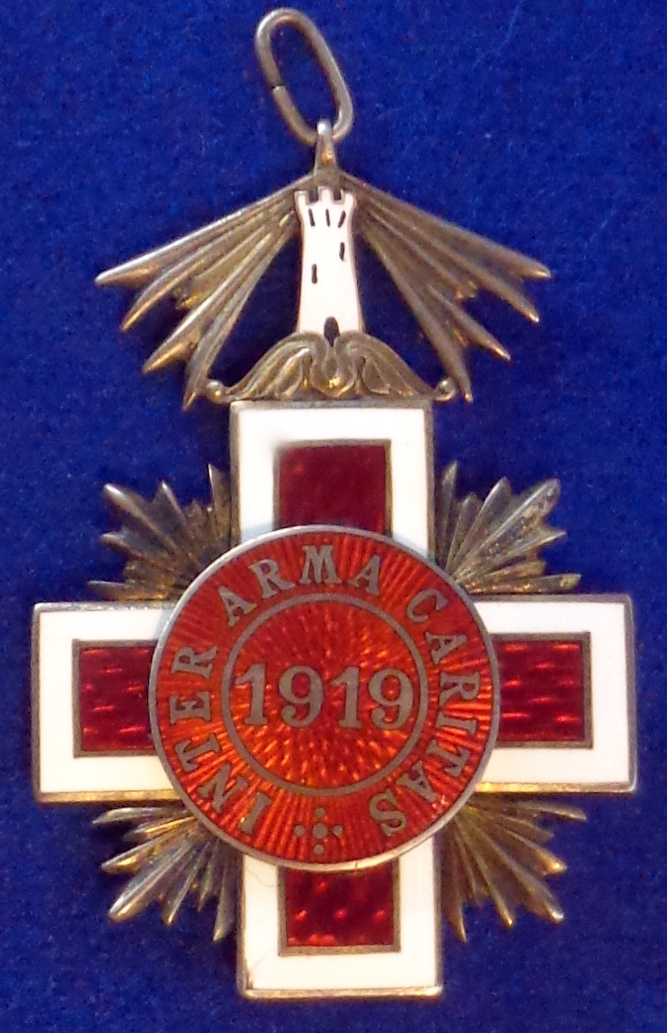
Оборотная сторона знака ордена

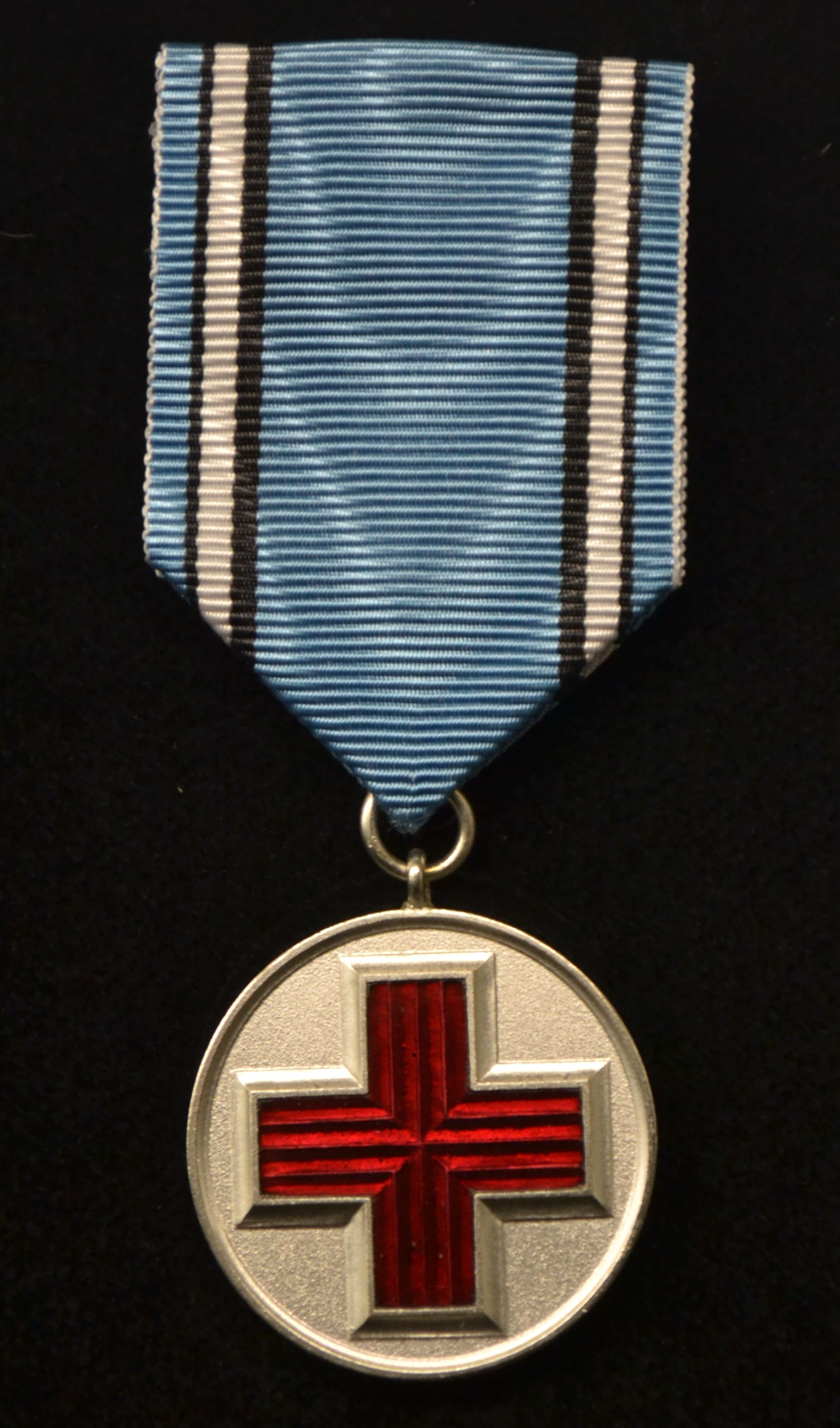
Медаль ордена

С 1994 года орден Эстонского Красного Креста состоит из 6 степеней:
 1-я степень (класс) — знак на широкой ленте через правое плечо и звезда на левой стороне груди;
 2-я степень (класс) — знак на ленте, носимый на шее, и звезда на левой стороне груди;
 3-я степень (класс) — знак на ленте, носимый на шее;
 4-я степень (класс) — знак на ленте с розеткой, носимый на левой стороне груди;
 5-я степень (класс) — знак на ленте, носимый на левой стороне груди;
 Медаль ордена — медаль на ленте, носимая на левой стороне груди.

## Знаки ордена

### Знак 1921 года
Круглая серебряная медаль диаметром 29 мм. На лицевой стороне медали в окружении венка выпуклый прямой крест тёмно-красной эмали. На оборотной стороне медали выпуклая надпись в три строки: «EESTI PUNANE RIST» (Эстонский Красный Крест). Знак крепится к ленте.
Лента шириной 24 мм, белая, с синими и чёрными полосками по краям, по 2 мм каждая.

### Знаки после 1926 года
Знаки 1-й степени
Крест на широкой ленте через правое плечо и звезда на левой стороне груди.
Крест — золотой прямой, 41х41 мм, тёмно-красной эмали, с белой каймой (шириной 2 мм). Между плечами креста выступающие золотые лучи. В центре креста медальон тёмно-красной эмали с большой золотой литерой «Е» в центре, окаймлённый образующими стилизованный восьмигранник (диаметром 24,5 мм) волнистыми лентами эстонских государственных цветов — синей, чёрной и белой. На оборотной стороне креста в центре круглый медальон (диаметром 22 мм) тёмно-красной эмали с широким ободком такой же эмали. В центре медальона дата — «1919», на ободке девиз Международного Общества Красного Креста — «INTER ARMA CARITAS». Над верхним плечом креста закреплена возвышающаяся над золотыми волнами зубчатая башня (маяк) белой эмали (высотой 19 мм) с ниспадающими по обе стороны золотыми лучами. К верху башни крепится кольцо, через которое знак подвешивается к орденской ленте.
Звезда — серебряная восьмиконечная, диаметром 86 мм. На центр звезды наложен золотой прямой крест тёмно-красной эмали с белой каймой. В центре креста золотой медальон с тремя лазоревыми леопардами (герб Эстонии), окаймлённый образующими восьмигранник волнистыми лентами эстонских государственных цветов — синей, чёрной и белой, на которые в нижней части наложен золотой полувенок из дубовых ветвей.
Лента — шёлковая муаровая синяя (297МС по международной системе цветов PANTONE) с чёрными и белыми полосками вдоль краёв. Ширина ленты 110 мм. Ширина центральной синей полосы 59 мм, от которой в обе стороны расположены: чёрная полоса шириной 6 мм, белая полоса шириной 7 мм, чёрная полоса шириной 2 мм, синяя полоса шириной 10,5 мм.
Знаки 2-й степени
Крест на ленте на шее и звезда на левой стороне груди. Дамы носят крест на ленте в форме плоского банта на левой стороне груди. Крест и звезда такие же, как у 1-й степени. Ширина ленты 40 мм. Ширина центральной синей полосы 21 мм, от которой в обе стороны расположены: чёрная полоса шириной 2 мм, белая полоса шириной 2,5 мм, чёрная полоса шириной 1 мм, синяя полоса шириной 4 мм.
Знаки 3-й степени
Крест на ленте на шее. Дамы носят крест на ленте в форме плоского банта на левой стороне груди. Крест и лента такие же, как у 2-й степени.
Знаки 4-й степени
Крест на ленте на левой стороне груди. Крест такой же, как у 1-й степени, но размером 38х38 мм. Ширина ленты 36 мм. Ширина центральной синей полосы 19 мм, от которой в обе стороны расположены: чёрная полоса шириной 2 мм, белая полоса шириной 2,5 мм, чёрная полоса шириной 0,5 мм, синяя полоса шириной 3,5 мм. На ленту крепится круглая розетка, диаметром 22 мм, из такой же ленты.
Знаки 5-й степени
Крест на ленте на левой стороне груди. Крест и лента такие же, как у 4-й степени, но без розетки на ленте.
Медаль ордена — круглая, диаметром 29 мм, с выпуклым бортиком. В центре лицевой стороны медали выпуклый прямой крест тёмно-красной эмали. На оборотной стороне медали выпуклая надпись в три строки: «EESTI PUNANE RIST» (Эстонский Красный Крест). Медаль через ушко и кольцо крепится к ленте. Лента такая же, как у 5-й степени.

### Миниатюры ордена
Миниатюра ордена представляет собой уменьшенную копию знаков 5-й степени. Размер креста — 17х17 мм, ширина ленты — 15 мм, общая высота миниатюры — 50 мм. Миниатюра медали ордена имеет такие же размеры.
Для повседневного ношения на гражданской одежде предусмотрены розетки из ленты ордена, а для ношения на мундирах — орденские планки.